# Michele Autuoro
Michele Autuoro (* 27. prosince 1966, Procida) je italský římskokatolický duchovní a biskup.

## Život
Narodil se 27. prosince 1966 v Procidě.
Vstoupil do kněžského semináře v Neapoli. Po studiu teologie byl 19. května 1991 vysvěcen na kněze. Stal se diecézním asistentem Katolické akce. Od roku 1993 působil jako animátor semináře v Capodimonte. Po sedmi letech byl poslán do farnosti S. Maria delle Grazie e S. Leonardo v rodné obci a později do S. Maria della Mercede v Chiaia.
Roku 2013 se stal ředitelem misijního oddělení Italské biskupské konference. Před jmenováním biskupem zastával funkci rektora arcibiskupského semináře v Neapoli. Dne 27. září 2021 jej papež František jmenoval pomocným biskupem neapolské arcidiecéze a titulárním biskupem z Passo Corese. Biskupské svěcení přijal 31. října z rukou arcibiskupa Domenica Battaglii a spolusvětiteli byli biskup Antonio Di Donna a biskup Francesco Marino.